# Mesogenea persinuosa
Mesogenea persinuosa är en fjärilsart som beskrevs av George Francis Hampson 1910. Mesogenea persinuosa ingår i släktet Mesogenea och familjen nattflyn. Inga underarter finns listade i Catalogue of Life.